# Thrixopelma
Genre
Thrixopelma est un genre d'araignées mygalomorphes de la famille des Theraphosidae.

## Distribution
Les espèces de ce genre se rencontrent au Pérou, en Équateur et au Chili.

## Liste des espèces
Selon World Spider Catalog (version 26, 16/07/2025) :
- Thrixopelma aymara (Chamberlin, 1916)
- Thrixopelma choquequirao Millenpeier, Chaparro, Ochoa, Ferretti & West, 2024
- Thrixopelma christineae Sherwood & Gabriel, 2024
- Thrixopelma cyaneolum Schmidt, Friebolin & Friebolin, 2005
- Thrixopelma eliseanneae Sherwood & Gabriel, 2024
- Thrixopelma kimraykawsaki Signorotto, Ferretti, Chaparro, Ochoa & West, 2025
- Thrixopelma lagunas Schmidt & Rudloff, 2010
- Thrixopelma longicolli (Schmidt, 2003)
- Thrixopelma nadineae Sherwood & Gabriel, 2022
- Thrixopelma ockerti Schmidt, 1994
- Thrixopelma peruvianum (Schmidt, 2007)
- Thrixopelma pruriens Schmidt, 1998
- Thrixopelma zaratensis Kaderka & Quispe-Colca, 2025

## Systématique et taxinomie
Ce genre a été décrit par Schmidt en 1994 dans les Theraphosidae.

## Publication originale
- Schmidt, 1994 : « Eine neue Vogelspinnenart aus Peru, Thrixopelma ockerti gen. et sp. n. (Araneida: Theraphosidae: Theraphosinae). » Arachnologisches Magazin, vol. 2, no 2, p. 3-8.